# Lindekemalemolen
De Lindekemalemolen (Frans: Moulin de Lindekemale) is een 12de-eeuwse watermolen aan de noordzijde van het Maloupark in Sint-Lambrechts-Woluwe, België. Anno 2017 is er een restaurant in ondergebracht.

## Geschiedenis
De Lindekemalemolen werd voor het eerst vermeld in 1129, wat het een van de oudste watermolens van het Brussels Hoofdstedelijk Gewest maakt. In die tijd was de molen eigendom van de feodale heren van de streek die het in leen gaven aan de norbertijnen van de Abdij van 't Park in Heverlee bij Leuven.
Bij aanvang maalde de molen graan, maar vanaf de 16e eeuw werd er ook papier gemaakt. Begin 20e eeuw wordt ze nog eens uitgebreid voor de verwerking van cichorei en snuiftabak.
Sinds 1955 is de molen eigendom van de gemeente. Sinds 1989 is het gebouw beschermd erfgoed.